# 神奈川県立大清水高等学校
神奈川県立大清水高等学校（かながわけんりつ おおしみずこうとうがっこう）は、かつて神奈川県藤沢市大鋸にあった全日制普通科の県立高等学校。

## 概要
旧学区制度のもとでは、鎌倉藤沢学区のうち学力的には中位の順位にあった。4年制大学への進学率は50%程度であり日本大学、東海大学等の中堅校、関東学院大学、神奈川大学等の地元の中堅大学への進学が多かった。

## 活動
- 大清水高校では、文化祭と体育祭は、かつては1年度ごとに交代で実施されていた。文化祭と体育祭を同一年に行うように生徒会等で働きかけたが、1993年卒業生の代から、体育祭の実施を好まず文化祭のみの実施となり行われないようになった。代わりに藤沢市教育センター内の陸上競技場で陸上競技大会が行われていた。
- 学期末に球技大会が行われていた。
- クリーングリーン大清水というボランティア活動が行われていた。これは隣接する藤沢市立大清水小学校、藤沢市立大清水中学校との3校一環行事であり、主に地域清掃や川沿いに花を植えるなどの活動をしていた。

## 沿革
- 1978年（昭和53年）9月 - 鎌倉湘南方面校として開校準備開始。
- 1979年（昭和54年）
  - 1月 - 神奈川県立大清水高等学校の設立公示。
  - 4月 - 開校、第1回入学式。県立藤沢北高校で授業開始。
- 2006年（平成18年）11月 - 太陽光発電のパネルを設置[1]。
- 2010年（平成22年）3月 - 神奈川県立藤沢高等学校と再編統合し普通科単位制の神奈川県立藤沢清流高等学校となり[2]、国際・環境・社会・表現・情報・健康・福祉等の分野の系を設置した。施設は大清水高校の設備を利用。

## 交通
- 小田急江ノ島線藤沢本町駅 徒歩17分